# Susana Baca

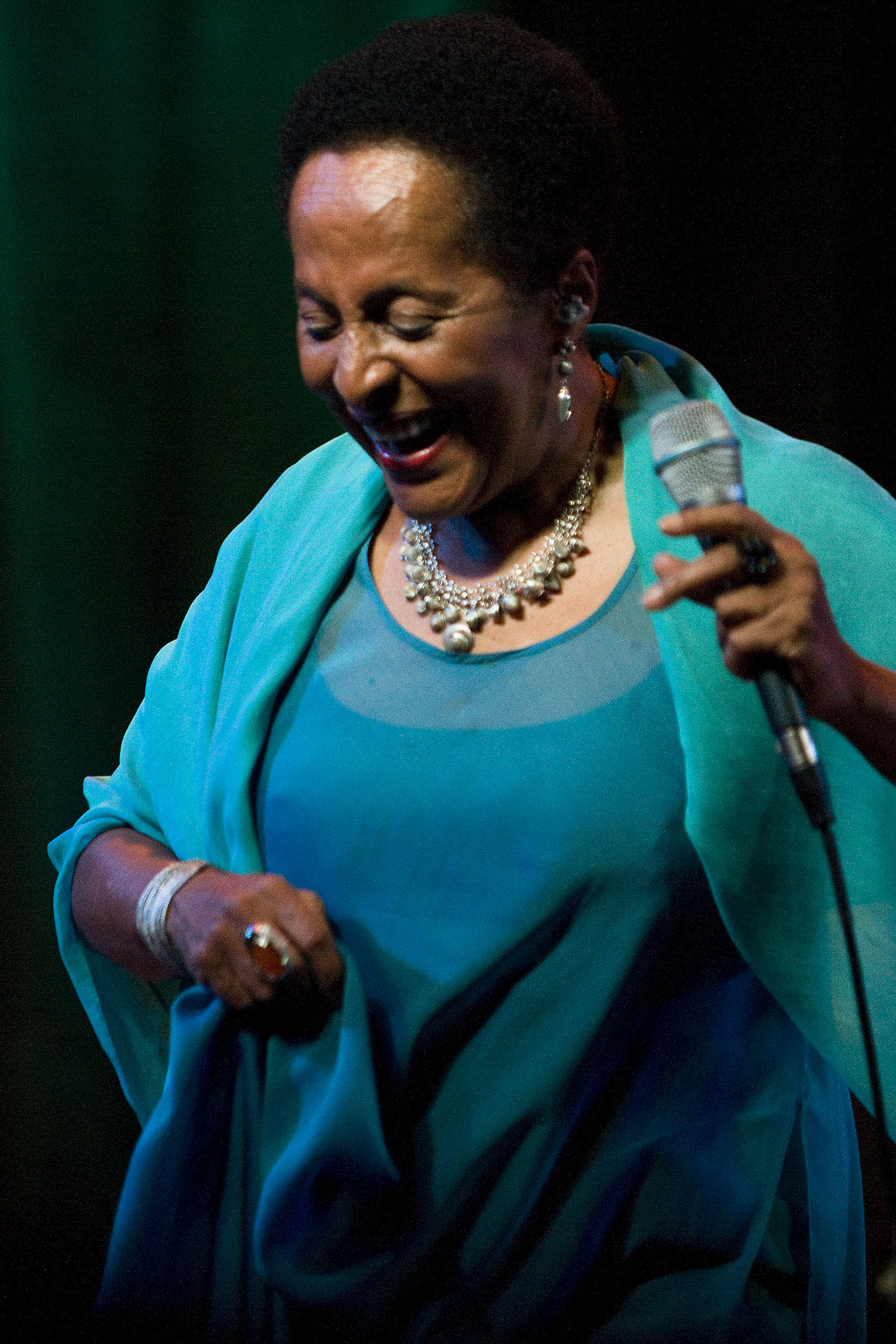
Susana Baca
in Santa Cruz, 2010

Susana Esther Baca de la Colina (* 24. Mai 1944 in Chorrillos bei Lima, Peru) ist eine afro-peruanische Sängerin, Komponistin, Songschreiberin, Musikethnologin und Kulturpolitikerin. Sie gilt auch international als Ikone der afro-peruanischen Musiktraditionen ihres Landes.
Seit dem Amtsantritt des peruanischen Staatspräsidenten Ollanta Humala am 28. Juli 2011 war sie als Kulturministerin Perus Teil seines Kabinetts. Am 10. Dezember 2011 trat sie zusammen mit dem gesamten Kabinett aus Protest gegen ein nichtökologisches Bergbauprojekt zurück.

## Leben und Werk
Susana Baca wuchs als Tochter eines Gitarristen und einer Tänzerin in kleinen Verhältnissen in der Fischerstadt Chorrillos bei Lima auf und absolvierte ein Musik- und Gesangsstudium in Peru. Ihre ersten Auftritte absolvierte sie in Gemeinschaftsküchen wirtschaftlich prekärer Stadtviertel. Dabei wurde die peruanische Sängerin Chabuca Granda auf sie aufmerksam und förderte ihre Karriere. Ihre ersten Einspielungen erfolgten in den 1980er Jahren, beim kubanischen Plattenlabel Egrem erschien 1987 das Debüt-Album Poesía Y Canto Negro. Den internationalen Durchbruch erzielte sie 1995, als das unabhängige Weltmusik-Label Luaka Bop unter Leitung des früheren Talking-Heads-Sängers David Byrne ihren Sammel-CD The Soul of Black Peru veröffentlichte. Auf ihrem Album Afrodiaspora (Luaka Bop 2011) führte sie nahezu sämtliche afrikanisch geprägten Musikstile auf dem amerikanischen Kontinent zusammen, darunter den kolumbianischen Cumbia, den mexikanischen Bolero und den kubanischen Son. Die Sammel-CD enthält auch den Titel „María Landó“, der die Alltagshürden dunkelhäutiger Arbeiterinnen thematisiert und Bacas kommerziellen Durchbruch im Westen darstellte.
Thematisch behandelt Baca in ihren Liedtexten u. a. Inhalte wie den Klimawandel, Kriminalität und bedeutende, ihrer Ansicht nach zu wenig gewürdigte, peruanische Frauen. In ihrer Musik verwendet Susana Baca afro-peruanische Instrumente, Melodien und Rhythmen, die sie mit modernen Stilelementen kombiniert. Die originalen historischen Instrumente wurden teils in ihrem Institut nachgebaut. Zu ihren Begleitinstrumenten gehören das Cajón, die guapeo, eine Tonschale, und die quijada, ein Schlaginstrument aus dem Backenknochen eines Esels. Neben eigenen Kompositionen und traditionellen Liedern vertonte sie auch Texte von César Vallejo und Pablo Neruda. Im Jahr 1992 gründete sie gemeinsam mit ihrem Mann, dem bolivianischen Musikwissenschaftler Ricardo Pereira, in ihrem Heimatort Chorillos das Instituto Negro Continuo  mit Bibliothek, Tonarchiv und Studio, das die Erforschung, Dokumentation und Förderung afro-peruanischer Kunst und Kultur zum Ziel hat. Sie gilt als eine Koryphäe auf dem Gebiet der Musikethnologie.

## Kulturministerin von Peru
Am 25. Juli 2011 wurde bekannt, dass Susana Baca das Amt der Kulturministerin in der Regierung von Ollanta Humala antreten werde, der am 28. Juli 2011 vereidigt wurde. Mit dem gesamten Kabinett trat sie schon am 10. Dezember des gleichen Jahres zurück. Den beiden folgenden Kabinetten von Ollanta Humala gehörte sie nicht mehr an.

## Auszeichnungen
Im Jahr 2002 erhielt Susana Baca den Latin Grammy in der Kategorie „Bestes Folk-Album“ für die Neueinspielung der bereits 1986 aufgenommenen CD Lamento Negro.

## Diskografie
- 1987: Color de Rosa Poesia y Canto Negro
- 1991: Vestida de Vida, Canto Negro de las Américas!
- 1992: Fuego y Agua
- 1997: Susana Baca
- 2000: Eco de Sombras
- 2001: Lamento Negro
- 2002: Espíritu Vivo
- 2004: Lo Mejor de Susana Baca
- 2006: Travesías
- 2009: Seis Poemas
- 2011: Afrodiaspora
- 2020: A Capella: Grabado en Casa Durante la Cuarentena
- 2021: Palabras Urgentes
- 2025: Conjuros